# Tsjecho-Slowakije op de Olympische Zomerspelen 1960
Tsjecho-Slowakije nam deel aan de Olympische Zomerspelen 1960 in Rome, Italië. Met acht medailles eindigde het op de 10e plaats in het medailleklassement.

## Medailles

### 1Goud
- Boksen - Lichtweltergewicht, Bohumil Němeček
- Roeien - Dubbel-twee; Václav Kozák, Pavel Schmidt
- Turnen - Vrouwen evenwichtsbalk, Eva Bosáková

### 2Zilver
- Atletiek - Vrouwen Speerwerpen, Dana Zátopková
- Turnen - Vrouwen teamwedstrijd

### 3Brons
- Boksen - zwaargewicht, Josef Němec
- Roeien - Acht-met-stuurman
- Worstelen - Mannen Grieks-Romeins zwaargewicht, Bohumil Kubát

Afghanistan · Argentinië · Australië · Bahama's · België · Bermuda · Birma · Brazilië · Brits-Guiana · Bulgarije · Canada · Ceylon · Chili · Colombia · Cuba · Denemarken · Duits eenheidsteam · Ethiopië · Fiji · Filipijnen · Finland · Frankrijk · Ghana · Griekenland · Groot-Brittannië · Haïti · Hongarije · Hongkong · Ierland · IJsland · India · Indonesië · Irak · Iran · Israël · Italië · Japan · Joegoslavië · Kenia · Libanon · Liberia · Liechtenstein · Luxemburg · Malakka · Malta · Marokko · Mexico · Monaco · Nederland · Nederlandse Antillen · Nieuw-Zeeland · Nigeria · Noorwegen · Oeganda · Oostenrijk · Pakistan · Panama · Peru · Polen · Portugal · Puerto Rico · Roemenië · San Marino · Singapore · Soedan · Sovjet-Unie · Spanje · Suriname · Taiwan · Thailand · Tsjecho-Slowakije · Tunesië · Turkije · Uruguay · Venezuela · Verenigde Arabische Republiek · Verenigde Staten · Vietnam · West-Indische Federatie · Zuid-Afrika · Zuid-Korea · Zuid-Rhodesië · Zweden · Zwitserland